# ランドスタット

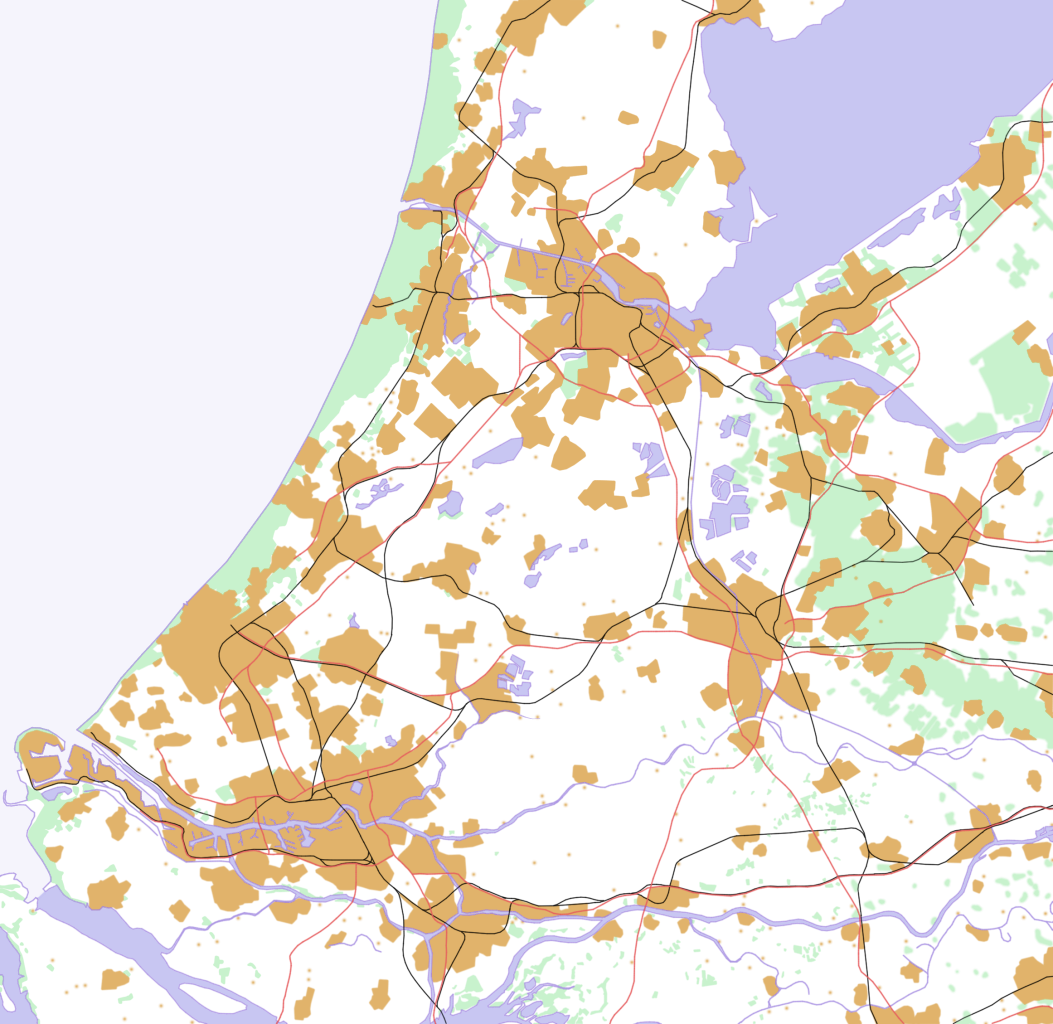

ランドスタット(Randstad) はオランダ西部に位置し、オランダの面積の約1/5を占める帯状の地域である。ヨーロッパで最大規模の都市集積のひとつであり、オランダの総人口の約45%にあたる710万人の人口を擁し、オランダの政治・経済の中心ともなっている。

## 地域
ランドスタットは北ホラント州・南ホラント州・フレヴォラント州・ユトレヒト州の4つの州にまたがっており、以下の主要都市を含む。
- アムステルダム - オランダの法律上の首都で、商業の中心。
- アルメーレ
- ズーテルメール
- デルフト
- デン・ハーグ - 王宮や国会議事堂、中央官庁などの首都機能を持つ。
- ドルトレヒト
- ハールレム
- ユトレヒト - オランダの鉄道網の中心。
- ライデン
- ロッテルダム - 世界最大の貿易港ユーロポートを擁するオランダ経済の要。

## 交通
ランドスタットはオランダ及びヨーロッパの交通網において重要な位置を占める。世界でも最も機能的な空港として知られヨーロッパにおいて重要なハブ空港となっているアムステルダム・スキポール空港と、欧州最大の貿易港であるユーロポートを核として、高速道路網や鉄道網が整備されており、さらにはライン河の河川交通網の基点ともなっている。特にルール地方を始めとするドイツとの結びつきは強く、ドイツからヨーロッパ外への輸出額のうち8割はスキポールないしユーロポートを経由している。スキポール空港は至便な空港連絡鉄道でも知られ、ランドスタットの都市を始めとするオランダ国内の主要都市のみならずベルギーのアントウェルペンやブリュッセルからも乗り換えなしで到達可能である。高速列車としてはタリスとICEが乗り入れるほか、スキポールからロッテルダムを経てアントウェルペンまでの高速新線 (HSL-Zuid) が2007年の完成を目指して建設中である。